# سیارک ۲۰۰۰۴
سیارک ۲۰۰۰۴ (به انگلیسی: 20004 Audrey-Lucienne، نامگذاری:1991GS6) بیست هزار و چهارمین سیارک کشف شده‌است که در ۸ آوریل ۱۹۹۱ کشف شد.
قدر مطلق سیارک برابر ۱۷.۸ است.